# Traralgon Challenger
Traralgon Challenger, właśc. Latrobe City Traralgon Challenger – męski turniej tenisowy rangi ATP Challenger Tour. Rozgrywany na kortach twardych w australijskim Traralgonie od 2013 roku.

## Mecze finałowe

### Gra pojedyncza
| Rok    | Mistrz          | Finalista          | Wynik               |
| 2022   | Tomáš Macháč    | Bjorn Fratangelo   | 7:6(2), 6:3         |
| 2021   | Nie rozgrywany  | Nie rozgrywany     | Nie rozgrywany      |
| 2020   | Nie rozgrywany  | Nie rozgrywany     | Nie rozgrywany      |
| 2019   | Marc Polmans    | Andrew Harris      | 7:5, 6:3            |
| 2018   | Jordan Thompson | Yoshihito Nishioka | 6:3, 6:4            |
| 2017   | Jason Kubler    | Alex Bolt          | 2:6, 7:6(6), 7:6(3) |
| 2016   | Jordan Thompson | Grega Žemlja       | 6:1, 6:2            |
| 2015   | Matthew Ebden   | Jordan Thompson    | 7:5, 6:3            |
| 2014XI | John Millman    | James Ward         | 6:4, 6:1            |
| 2014X  | Bradley Klahn   | Jarmere Jenkins    | 7:6(5), 6:1         |
| 2013   | Yuki Bhambri    | Bradley Klahn      | 6:7(13), 6:3, 6:4   |

### Gra podwójna
| Rok    | Mistrzowie                    | Finaliści                           | Wynik             |
| 2022   | Manuel Guinard Zdeněk Kolář   | Marc-Andrea Hüsler Dominic Stricker | 6:3, 6:4          |
| 2021   | Nie rozgrywany                | Nie rozgrywany                      | Nie rozgrywany    |
| 2020   | Nie rozgrywany                | Nie rozgrywany                      | Nie rozgrywany    |
| 2019   | Max Purcell Luke Saville      | Brydan Klein Scott Puodziunas       | 6:7(2), 6:3, 10–4 |
| 2018   | Jeremy Beale Marc Polmans     | Max Purcell Luke Saville            | 6:2, 6:4          |
| 2017   | Alex Bolt Bradley Mousley     | Evan King Nathan Pasha              | 6:4, 6:2          |
| 2016   | Matt Reid John-Patrick Smith  | Matthew Barton Matthew Ebden        | 6:4, 6:4          |
| 2015   | Dayne Kelly Marinko Matošević | Omar Jasika Bradley Mousley         | 7:5, 6:2          |
| 2014XI | Brydan Klein Dane Propoggia   | Marcus Daniell Artem Sitak          | 6:7(6), 6:3, 10–6 |
| 2014X  | Brydan Klein Dane Propoggia   | Jarmere Jenkins Mitchell Krueger    | 6:1, 1:6, 10–3    |
| 2013   | Ryan Agar Adam Feeney         | Dane Propoggia Jose Statham         | 6:3, 6:4          |